# Roberto Mauro Amaral
Roberto Mauro Amaral é um político brasileiro do estado de Minas Gerais. Foi deputado estadual em Minas Gerais na 12ª e na 13ª legislatura (1991-1999), sendo eleito pelo PTB.